# Radioizotópos termoelektromos generátor

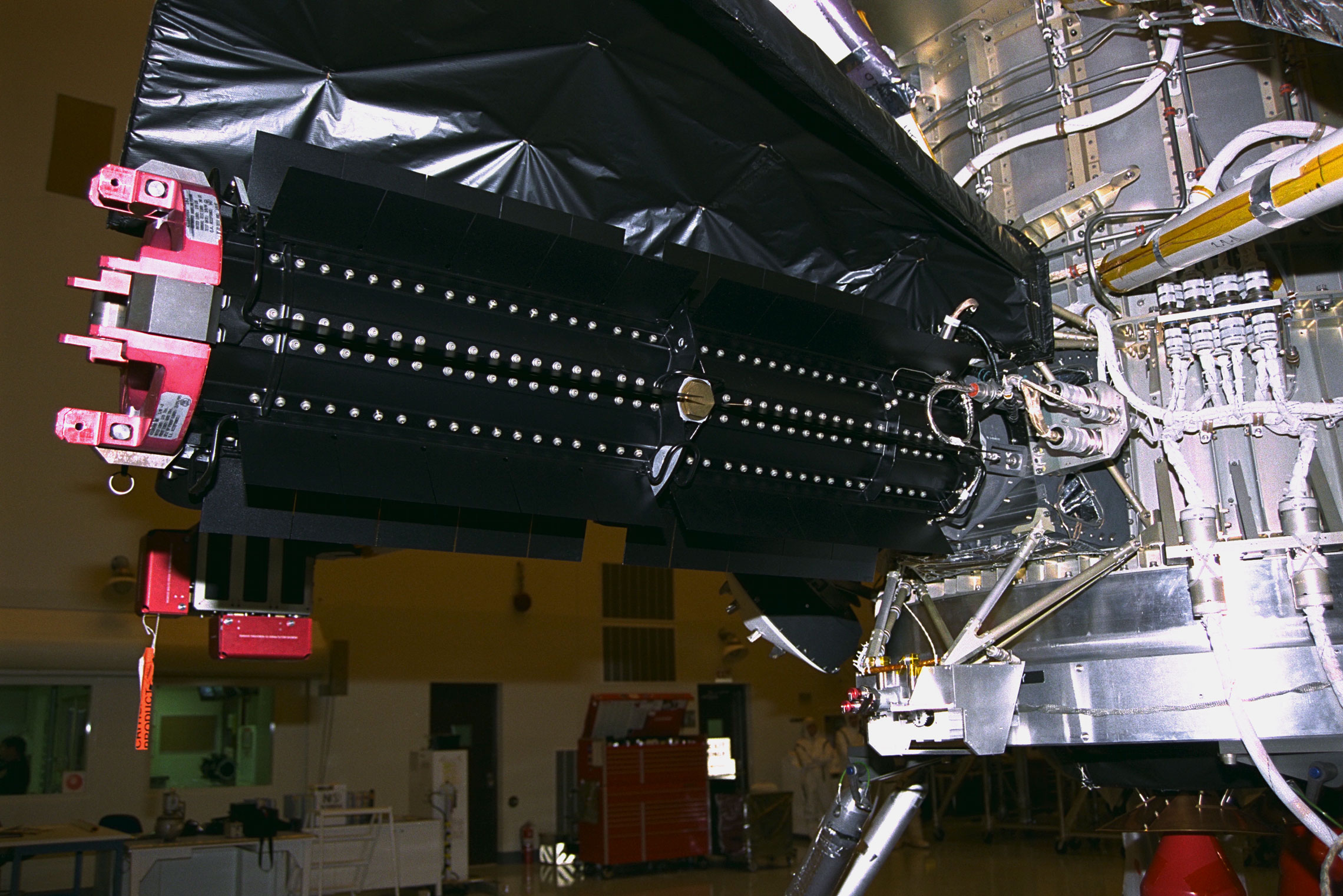
A Cassini űrszondán elhelyezett radioizotópos generátor

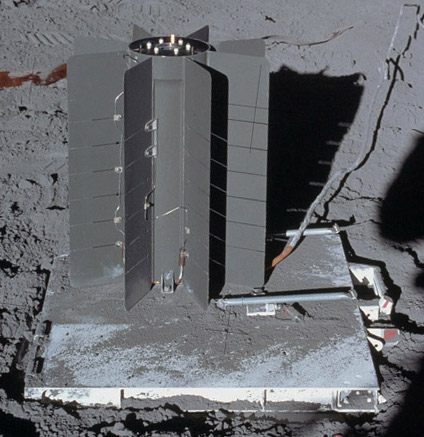
A Holdon elhelyezett amerikai SNAP–27 típusú radioizotópos termoelektromos generátor

A radioizotópos termoelektromos generátor (angol rövidítéssel RTG – Radioisotope Thermoelectric Generator) olyan berendezés, mely a radioaktív izotópok természetes bomlásából származó hőt hasznosítja; a Seebeck-hatás segítségével elektromos árammá alakítja. A Naptól távolra küldött űrszondák használják a működésükhöz szükséges energia előállítására, mivel nincs elegendő fény a napelemekkel való energiatermelésre. Emellett lakatlan, energiahálózattal nem rendelkező területeken navigációs állomások energiaellátására is használják.

## Használata

### Az űrkutatásban
A radioizotópos generátorokat olyan űreszközökön használják energiaforrásként, amelyek annyira távol kerülnek a Naptól, hogy a napelemtáblák által termelt energia már túl kevés lenne a szonda működtetéséhez. Ezek közé tartozott a Pioneer–10, Pioneer–11, Voyager–1, Voyager–2, Galileo, Ulysses és a Cassini. RTG-ket használt még a két Viking lander, az Apollo küldetéseken a Holdon hagyott műszerek, a Nimbus, a Transit, a Les műholdak és a Mars Science Laboratory űrszonda is. A napelemek fejlődésének is köszönhető, hogy a Rosetta üstököskutató és a Juno Jupiter-kutató szondák energiáját napelemek biztosítják.
A Szovjetunióban az első kísérleti radioizotópos termoelektromos generátor, a kísérleti L–106 jelű berendezés 1962-ben készült, majd ezt követte a Limon–1 jelzésű generátor, 1963-ban. Először 1965-ben a Koszmosz–84 és Koszmosz–90 műholdakon használták kísérleti jelleggel, ezek az Orion–1 és a 11K típusú, 210-es polóniumot tartalmaztak. Később a polónium alapú radioizotópos generátorokat mint hőforrást a Lunohod–1 és Lunohod–2 holdjárókon alkalmazták a berendezések fűtésére.

### Egyéb alkalmazás

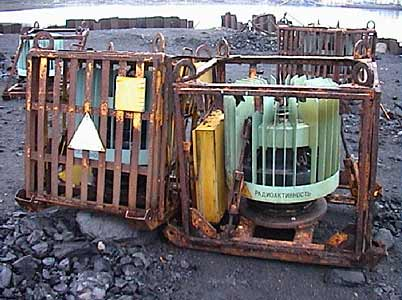
Kiselejtezett, és a nem megfelelő tárolás miatt sérült szovjet Beta–M típusú radioizotópos termoelektromos generátorok a Kola-félszigeten

A Szovjetunióban elterjedten használták lakott helyektől távoli, elektromosenergia-hálózattal nem rendelkező térségekben navigációs célú rádióállomások, meteorológiai állomások, vagy világítótornyok energiaellátásának biztosítására. Ezekben nagy aktivitású stroncium bomlásakor keletkező hőt alakítottak át elektromos energiává. A Szovjetunióban az 1970-es évek közepétől mintegy tíz típust fejlesztett ki moszkvai Műszaki-fizikai és Automatizálása Kutatóintézet (NIITFA) a RIT–90 izotópkapszula alapján, sorozatgyártásukat az észtországi Narvában a Baltyijec üzem (napjainkban Balti EES) végezte. A szovjet időszakban kb. 1500 darab ilyen energiaforrást telepítettek, melyek élettartama 10–30 év volt. A Szovjetunióban gyártott típusok a közül a 230 W hőteljesítményű és 10 W elektromos teljesítményű Beta–M volt a legelterjedtebb. A szovjet időszakban 381 radioizotópus termoelektromos generátort telepítettek az északkeleti átjáró mentén a tengeri hajózási navigációs berendezések energiaellátására.
A 2000-es évek elejére Oroszországban még kb. 600–700 ilyen eszköz maradt használatban. A Szovjetunió felbomlása után a kiselejtezett és nem megfelelő körülmények között tárolt radioizotópos termoelektromos generátorok komoly környezeti veszélyt jelentettek, emellett a nem megfelelően őrzött radioaktív izotópok proliferációs veszélyt jelentenek. A 2000-es évek eleje óta külföldi támogatással program kezdődött a radioizotópos generátorok napelemekre történő kicserélésére.
Az Egyesült Államok az 1960–as, 1970-es években kb. 10 darab radioizotópos termoelektromos generátort telepített Alaszkában katonai berendezések energiaellátása céljából. 1992-ben ezek egyike egy tűzben megsérült. Ezt követően a radioizotópos generátorokat dízelgenerátorra cserélték.

## Működése
Fő alkotóeleme egy erős radioaktív izotóp (az üzemanyag). A hőelem a tartály falán van elhelyezve, és minden hőelem külső végét hűtőborda csatlakoztatja. A magas sugárzás hőt termel és az üzemanyag és a hűtőborda hőmérsékleti különbsége teszi lehetővé a hőelemek elektromos áramtermelését. A hőelem olyan termoelektromos eszköz, amely a hőenergiát a Seebeck-effektus segítségével közvetlenül villamos energiává alakítja. Két különböző fémből készül, amelyek egyaránt vezetik az áramot. Minél több hőelemet kapcsolnak össze, annál nagyobb feszültséget hoznak létre.